# Parafia Świętych Apostołów Piotra i Pawła w Pogódkach
Parafia Świętych Apostołów Piotra i Pawła w Pogódkach – parafia rzymskokatolicka, znajdująca się w diecezji pelplińskiej, w dekanacie Skarszewy.